# Malevolent
Malevolent, ook bekend als Hush , is een Amerikaanse horrorfilm uit 2018 van Netflix onder regie van Olaf de Fleur Johannesson. De film ging in première op 5 oktober 2018. De hoofdrollen worden gespeeld door Florence Pugh, Celia Imrie en Ben Lloyd-Hughes.

## Verhaal
Angela, Jackson, Beth en Elliot hebben een bedrijf dat geesten verdrijft. Met behulp van visueel en auditief bedrog zijn hun cliënten in de waan dat Angela contact heeft met een geest en dat deze het huis verlaat. Tijdens zo'n "verdrijving" beweegt plots een paspop en ziet Angela een spookbeeld. Angela vraagt Elliot hoe hij deze trucage heeft opgezet, maar hij beweert niets gedaan te hebben.
Enkele dagen later wordt het bedrijfje opgebeld door mevrouw Green. Zij leeft in een groot herenhuis en beweert haar drie overleden nichtjes voortdurend te zien en te horen. Angela wil de zaak niet aannemen. In een krantenarchief las ze dat de nichtjes door hun neef Herman in dat huis werden vermoord, waarbij hun ledematen werden vastgebonden, hun mond werd dichtgenaaid en zo werden opgesloten. Angela verandert haar mening nadat Elliot door een schuldeiser hardhandig wordt aangepakt.
De vier trachten met hun trucage mevrouw Green te misleiden, maar zij heeft door dat het oplichting betreft. Angela ziet plots een van de kinderen die vraagt haar te volgen. Elliot, die op dat ogenblik bij Angela is en alles filmt, ziet de geest niet. Angela volgt het kind, op haar beurt gevolgd door Elliot, naar de oostkant van het gebouw, dat al jaren niet in gebruik is wegens verval. Daar valt Elliot door de vloer, waarbij hij zijn enkel breekt. Met behulp van een ladder geraken Angela en Jackson bij hem. Daar concludeert men dat ze in de kamer zitten waar de meisjes werden vastgehouden.
Jackson haalt Angela en Elliot over om te vluchten. Ze spreken af in de auto omdat Jackson Beth moet zoeken. Hij vindt haar levend terug met een dichtgenaaide mond. Tijdens hun vlucht crashen ze in een greppel waarbij Beth uit de auto wordt geslingerd en dood neersmakt op de grond. Dan blijkt dat Herman nog leeft en zich al die tijd verschool in het oostelijke gedeelte van het huis. Hij komt naar het autowrak en neemt Jackson mee naar het huis tot bij mevrouw Green. Omdat zij teleurgesteld is in het bedrijfje en Jackson loze beloften doet, snijdt ze zijn tong af en naait ze zijn mond dicht. Ze zegt ook dat zij destijds haar nichtjes vermoordde omdat ze altijd rumoerig waren. Ze geeft Herman opdracht Angela bij haar te brengen en Jackson op te sluiten.
Ook Angela haar mond wordt door mevrouw Green dichtgenaaid. Elliot, die heeft kunnen vluchten en het huis is binnengedrongen, doodt Herman met een mes. Hij knipt bij Angela het garen los zodat ze kan spreken. Mevrouw Green tracht Elliot te vermoorden met een hakmes. Daarbij verschijnen de geesten van de drie meisjes. Angela smeekt hen om iets te doen. De geesten gillen, waardoor mevrouw Green wordt afgeleid. Op dat ogenblik steekt Angela een mes door de hals van mevrouw Green, waardoor zij sterft.
Angela en Elliot vluchten te voet. Onderweg ziet ze de geest van Jackson die op zoek is naar Beth. Op de hoofdweg worden ze opgepikt door een passerende auto en naar het ziekenhuis gebracht.

## Rolverdeling
| Acteur           | Personage                 |
| ---------------- | ------------------------- |
| Florence Pugh    | Angela                    |
| Celia Imrie      | Mrs. Green                |
| Ben Lloyd-Hughes | Jackson                   |
| Scott Chambers   | Elliot                    |
| Georgina Bevan   | Beth                      |
| Shelley Conn     | professor Samantha Harlow |